# Steatoda nahuana
Steatoda nahuana är en spindelart som beskrevs av Willis J. Gertsch 1960. Steatoda nahuana ingår i släktet vaxspindlar, och familjen klotspindlar. Inga underarter finns listade i Catalogue of Life.